# Попович, Илия
Илия Попович (серб. Ilija Popović / Илија Поповић; 28 июля 1917, Дони-Лалац — 2 мая 1943, Шентруперт) — югославский партизан времён Народно-освободительной войны, Народный герой Югославии.

## Биография
Родился 28 июля 1917 в Дони-Лапце в бедной крестьянской семье. Окончил основную школу в родном селе, в возрасте 15 лет покинул родительский дом и устроился работать портным. Работал также грузчиком в Белграде: неоднократно участвовал в демонстрациях и штрайках, арестовывался полицией.
После начала народно-освободительной войны Илия участвовал во многих партизанских акциях. В партизанское подполье вместе с Илией вошли его брат и две сестры. Довольно быстро Илия был принят в ряды Компартии Югославии, а в конце 1941 года окончил краткий политологический курс при Ликском окружном комитете Коммунистической партии Хорватии в Трнавце. Боевое крещение он принял в Хомолякском ущелье в боях против итальянцев.
В марте 1942 года Илия Попович возглавил 2-ю роту батальона имени Стояна Матича, с которой участвовал в боях за Срб. Во время формирования 1-го пролетарского батальона Хорватии в мае Главный штаб назначил Илию командиром роты в батальоне. Как командир роты, тот повёл её 2 августа в одну из атак на итальянскую моторизованную колонну. В результате нападения итальянская колонна была разбита, а партизаны сумели освободить около 400 гражданских лиц (среди них были женщины и дети), которых итальянцы собирались интернировать. Сама рота получила личную благодарность от штаба батальона.
В начале ноября 1942 года Илия был назначен командиром 2-го батальона 13-й хорватской бригады имени Иосипа Краша, которым командовал в битвах за Жумберок. В конце января — начале февраля 1943 года Илия успешно держал оборону Жумберка от итальянских и усташско-домобранских войск. В селе Буковицы батальон Илии сумел отбить атаку итальянцев, уничтожив 150 солдат противника и подбив три танка. В бою Илия был ранен, за успешную оборону получил благодарность от штаба 2-й оперативной зоны Хорватии и штаба 13-й пролетарской ударной бригады.
Вскоре после битвы за Буковицы Илия возглавил 1-й батальон в бригаде, однако командовал им недолго: 2 мая 1943 он погиб во время штурма местечка Шентруперт. 20 декабря 1951 Илие Поповичу указом Президиума Народной скупщины было посмертно присвоено звание Народного героя Югославии.